# Monorchis latus
Monorchis latus är en plattmaskart. Monorchis latus ingår i släktet Monorchis och familjen Monorchiidae. Inga underarter finns listade i Catalogue of Life.